# Carl August Johansson (orgelbyggare)
Carl August Johansson, även kallad C A Johansson, Broaryd i Nöbbele socken i Småland, född 19 april 1824 i Näshults socken i Jönköpings län, död 22 maj 1899, var en svensk orgelbyggare. 

## Biografi
Johansson föddes 19 april 1824 på Stora Häradsjögle i Näshults socken. Han var son till trosskusk Johannes Johansson och Britta Stina Svensdotter. 1845 började Johansson att arbeta som möbelsnickare.

Ungefär 20 år tidigare hade det i samma socken fötts en person, orgelbyggaren Johannes Magnusson, som kom att få stor betydelse för C A Johansson. Magnusson var en mångsysslare och hos honom fick C A Johansson tjänst på 1840-talet. Han fick mest ägna sig åt orgelbyggeri och blev tidigt en skicklig hantverkare. År 1848 blev han kompanjon med Magnusson då de bildade ett gemensamägt bolag för att tillverka kyrkorglar. De första orglarna levererades 1852 till kyrkorna i Kalvsvik och Arby. Fram till 1861 kom bolaget att leverera ytterligare sex orglar. Under denna period då bolaget verkade levererade Magnusson själv ett antal orglar i eget namn. 
År 1861 började en ny period för C A Johansson. Han gifte sig med Mariana Carolina Björngren, dotter till Johannes Björngren, präst i Almundsryd dit Johansson och Magnusson levererat en kyrkorgel samma år. År 1861 bröts även samarbetet mellan de båda orgelbyggarna som nu gick var sin väg. De nygifta paret Johansson bosatte sig i Nöbbele socken, först i Nöbbele skolhus och senare 1862 på lantbruksfastighet i Broaryd. I Broaryd byggde han verkstad, troligen 1866, som mest sysselsattes 10 verkstadsarbetare. Fram till i början av 1880-talet tillverkades i snitt 1,5 orgel per år. Då hade totalt 25 orglar tillverkats. Under 1882 finns två orgelleveranser noterade (Virserum och Löt) och 1883 en, (Hovmantorp, reparation). Därefter tog det 4 år innan någon ny noterades.     
Redan då renoveringen av orgeln i Hovmantorp utfördes hade familjen C A Johansson flyttat just till Hovmantorp, möjligen 1882. Rörelsen i Broaryd övertogs av C A Linnér. Johanssons verksamhet drevs nu på betydligt lägre nivå än i Broaryd. Bortsett från orgeln i Hovmantorp kyrka finns endast 3 kyrkorglar noterade under hela hans tid i Hovmantorp. Stor del av verksamheten bestod av renoveringsarbeten. En hel del pengar måste ha genererats eftersom sonen Josef kunde studera teologi i Uppsala och dottern Elisabeth studera till lärarinna i Vetlanda. De fyra andra  döttrarna arbetade i hushåll. Sonen Josef tillträdde 1894 en prästtjänst i Lannaskede i Jönköpings län. Dit fyttade föräldrarna 1898 och där avled de båda 1899. Hela familjen ligger begravd på Lannaskede kyrkogård. Ingen av de sex barnen hade gift sig, de bar alla efternamnet Carler.
Bland de av C A Johanssons orglar som fortfarande är ganska välbevarade kan nämnas orgeln i kapellet vid Sankt Sigfrids sjukhus i Växjö, orgeln i Bräkne-Hoby kyrka i Blekinge och orgeln i Bredsättra kyrka på Öland. Övriga orglar är antingen helt eller till ganska stora delar ersatta.

## Orglar

### Nybyggnationer
| År          | Ursprunglig kyrka      | Stift      | Bild                                      | Manualer | Pedal        | Stämmor | Bevarad orgel/fasad | Övrigt |
| ----------- | ---------------------- | ---------- | ----------------------------------------- | -------- | ------------ | ------- | ------------------- | --- |
| 1852        | Arby kyrka             | Växjö      | Arby_kyrka_orgel_014                      |          |              | 11      | Nej/Ja              | Byggdes tillsammans med Johannes Magnusson. |
| 1856        | Ljuders kyrka          | Växjö      | Ljuders_kyrka_0009                        | 2        | Självständig | 17      | Ja/Ja               | Byggdes tillsammans med Johannes Magnusson. En ny orgel byggdes 1952 av Olof Hammarberg, Göteborg. Orgeln restaurerades till ursprungligt skick 2006 av Ålems Orgelverkstad. |
| 1857        | Söderåkra kyrka        | Växjö      | Söderåkra_kyrka_-_KMB_-_16000200088893    |          |              | 26      | Nej/Ja              | Byggdes tillsammans med Johannes Magnusson. En ny orgel byggdes 1917 av Olof Hammarberg, Göteborg.                                                                           |
| 1857        | Hemmesjö nya kyrka     | Växjö      | Hemmesjö_nya_kyrka_Interiör_0029          |          |              |         | Nej/Ja              | Byggdes tillsammans med Johannes Magnusson. |
| 1860        | Ekeberga kyrka         | Växjö      | Ekeberga_kyrka_007                        |          |              |         | Nej/Ja              | Byggdes troligen tillsammans med Johannes Magnusson. |
| 1861        | Almundsryds kyrka      | Växjö      |                                           |          |              | 20      | Nej/Ja              | Orgeln byggdes tillsammans med Johannes Magnusson, Lemnhult. En ny orgel byggdes 1944 av A Mårtenssons Orgelfabrik AB, Lund.                                                 |
| 1862        | Sankt Sigfrids sjukhus |            |                                           |          |              |         |                     | I Växjö. |
| 1863 (1868) | Nöbbele kyrka          | Växjö      | Nöbbele_kyrka022                          |          |              | 22      | Nej/Ja              | Eventuellt kompanjon Holmqvist. En ny orgel byggdes 1915 av Emil Wirell, Växjö.                                                                                              |
| 1866        | Södra Sandsjö kyrka    | Växjö      |                                           |          |              | 15      | Nej/Nej             | En ny orgel byggdes 1898 av Emil Wirell, Växjö. |
| 1866        | Norra Ljunga kyrka     | Växjö      |                                           |          |              |         |                     | |
| 1867        | Kalvsviks kyrka        | Växjö      |                                           |          |              | 14      | Nej/Nej             | En ny orgel byggdes 1945 av A Mårtenssons Orgelfabrik AB, Lund. |
| 1868        | Östra Torsås kyrka     | Växjö      | Ö_Torsås_kyrka0010                        |          |              | 18      | Nej/Ja              | En ny orgel byggdes 1973 av Olof Hammarberg, Göteborg. |
| 1868        | Hammenhögs kyrka       | Lunds      | Hammenhögs_kyrka_-_KMB_-_16000200054081   |          |              | 11      | Nej/Ja              | En ny orgel byggdes 1923 av Olof Hammarberg, Göteborg. |
| 1868        | Drev-Hornaryds kyrka   | Växjö      | Drev-_Hornaryds_kyrka_Orgeln_01           |          |              | 16      | Nej/Ja              | Fasaden ritades av Ludvig Hedin, Stockholm. En ny orgel byggdes 1916 av Eskil Lund+en, Göteborg.                                                                             |
| 1870        | Alböke kyrka           | Växjö      | Alböke_kyrka_Interiör_08                  |          |              | 8       | Nej/Ja              | En ny orgel byggdes 1964 av Olof Hammarberg, Göteborg. |
| 1872        | Bräkne-Hoby kyrka      | Lunds      | Bräkne-Hoby,_Kirche_Orgel_II_(2008-08-21) | 2        | Självständig | 18      | Ja/Ja               | Orgeln utökades 1906 med två stämmor av orgelbyggare Lindegren, Göteborg. Orgeln renoverades 1985 av A Mårtenssons Orgelfabrik, Lund.                                        |
| 1872        | Föra kyrka             | Växjö      | Föra_kyrka_Interiör_09                    |          |              | 12      | Nej/Ja              | En ny orgel byggdes 1955 av Olof Hammarberg, Göteborg. |
| 1874        | Eringsboda kyrka       | Lunds      | Eringsboda_kyrka_Interiör_Orgel_01        |          |              | 12      | Nej/Ja              | En ny orgel byggdes 1945 av Frederiksborgs Orgelbyggeri, Hilleröd, Danmark.                                                                                                  |
| 1874        | Fulltofta kyrka        | Lunds      | Fulltofta_kyrka_-_KMB_-_16000200052791    |          |              | 6       | Nej/Nej             | En ny orgel byggdes 1907 av Eskil Lundén, Göteborg. |
| 1875        | Bredsättra kyrka       | Växjö      | Bredsättra_kyrka_019                      | 1        | Självständig | 11      | Ja/Ja               | Orgeln omdisponerades 1966 av A Mårtenssons Orgelfabrik AB, Lund. Orgeln renoverades och återställdes 1986 av J Künkels Orgelverkstad AB, Lund.                              |
| 1875        | Långlöts kyrka         | Växjö      | Långlöts_kyrka_Interiör_007               |          |              |         | Nej/Ja              | |
| 1876        | Vickleby kyrka         | Växjö      | Vickleby_kyrka_Läktarorgeln0011           |          |              | 7       | Nej/Ja              | En ny orgel byggdes 1948 av Olof Hammarberg, Göteborg. |
| 1876        | Äspinge kyrka          | Lunds      |                                           |          |              | 7       | Nej/Nej             | En ny orgel byggdes 1900 av Eskil Lundén, Göteborg. |
| 1876        | Ysby kyrka             | Göteborgs  |                                           |          |              | 8       | Delvis/Nej          | Orgeln omändrades 1954 av A Magnussons Orgelbyggeri AB, Göteborg. |
| 1877        | Näsinge kyrka          | Göteborgs  | Näsinge_kyrka_-_KMB_-_16000200007666      |          |              | 8       | Nej/Nej             | En ny orgel byggdes 1964 av Johan Grönvall Orgelbyggeri, Lilla Edet. |
| 1878        | Herråkra kyrka         | Växjö      | Herråkra_kyrka_-_KMB_-_16000200081244     |          |              | 6       | Nej/Nej             | En ny orgel byggdes 1942 av M J & H Lindegren, Göteborg. |
| 1878 (1874) | Karlslunda kyrka       | Växjö      | Karlslunda_kyrka_-_KMB_-_16000200083017   |          |              | 7       | Nej/Delvis          | En ny orgel byggdes 1939 av John Görnvall Orgelbyggeri, Lilla Edet. |
| 1878        | Mistelås kyrka         | Växjö      | Mistelås_kyrka.Orgeln                     |          |              | 9       | Nej/Ja              | En ny orgel byggdes 1957 av Frederiksborgs Orgelbyggeri, Hilleröd, Danmark.                                                                                                  |
| 1880        | Hjälmseryds kyrka      | Växjö      | Hjelmseryds_kyrka_int4                    |          |              | 20      | Nej/Ja              | En ny orgel byggdes 1958 av Frederiksborgs Orgelbyggeri, Hilleröd, Danmark.                                                                                                  |
| 1880        | Hjärtlanda kyrka       | Växjö      | Hjärtlanda_kyrka_-_KMB_-_16000200095685   | 1        |              |         | Ja/Ja               | Orgeln renoverades och utökades 1954 av Lindegrens Orgelbyggeri AB, Göteborg.                                                                                                |
| 1881        | Älmeboda kyrka         | Växjö      | Älmeboda_kyrka04                          | 2        | Självständig | 22      | Nej/Ja              | En ny orgel byggdes 1933 av A Mårtenssons Orgelfabrik AB, Lund. |
| 1882        | Virserums kyrka        | Linköpings | Virserums_kyrka_-_KMB_-_16000200089938    | 2        | Självständig | 17      | Nej/Nej             | En ny orgel byggdes 1958 av Olof Hammarberg, Göteborg. |
| 1882        | Löts kyrka             | Växjö      | Löts_kyrka_09                             |          |              | 12      | Nej/Ja              | En ny orgel byggdes 1965 av Västbo Orgelbyggeri, Långaryd. |
| 1887        | Asarums kyrka          | Lunds      | Asarums_kyrka_Orgeln_021                  |          |              | 18      | Nej/Ja              | En ny orgel byggdes 1922 av E F Walcker, Ludwigsburg, Tyskland. |
| 1888        | Östra Herrestads kyrka | Lunds      |                                           |          |              | 8       | Nej/Nej             | En ny orgel byggdes 1934 av A Mårtenssons Orgelfabrik AB, Lund. |
| 1889        | Rörums kyrka           | Lunds      |                                           |          |              | 8       | Nej/Nej             | En ny orgel byggdes 1955 av Wilhelm Hemmersam, Köpenhamn. |

### Ombyggnationer och renoveringar
| År   | Ursprunglig kyrka | Stift | Bild                                 | Manualer | Pedal | Stämmor | Bevarad orgel/fasad | Övrigt |
| ---- | ----------------- | ----- | ------------------------------------ | -------- | ----- | ------- | ------------------- | --- |
| 1870 | Linneryds kyrka   | Växjö |                                      |          |       |         |                     | |
| 1873 | Väckelsångs kyrka | Växjö | Väckelsångs_kyrka.Orgeln036          |          |       | 16      | Nej/Ja              | En ny orgel byggdes 1956 av Olof Hammarberg, Göteborg. |
| 1873 | Söraby kyrka      | Växjö | Söraby_kyrka_Orgeln_018              |          |       |         |                     | |
| 1883 | Hovmantorps kyrka | Växjö | Hovmantorps_kyrka_Orgel016           |          |       |         |                     | Reparation och ombyggnation av J. Holmqvists orgel från 1862. |
| 1884 | Bäckebo kyrka     | Växjö | Bäckebo_kyrka_-_KMB_-_16000200069372 |          |       |         |                     | Renovering av J. Magnussons orgel från 1848. |
| 1886 | Annerstads kyrka  | Växjö |                                      |          |       |         | Nej/Ja              | Orgeln hade 11 stämmor och var byggd 1826 av J P Åsberg, Vassmolösa. Den omändrades 1886 av Johansson. En ny orgel byggdes 1931 av A Mårtenssons Orgelfabrik AB, Lund. |

## Medarbetare
- 1865–1871 - Johan Wilhelm Lindgren (född 1845). Han var snickargesäll hos Johansson.
- 1865–1870 - Sven Gustaf Petersson Liljeberg (född 1843). Han var snickargesäll hos Johansson.
- 1869–1872 - Carl August Johansson Linnér (född 1849). Han var snickarlärling hos Johansson.
- 1872–1875 - Anders Andersson Wigren (född 1851). Han var snickargesäll hos Johansson.
- 1873–1876 - Frans August Johansson (född 1853). Han var snickargesäll hos Johansson.
- 1877–1881 - Carl Johansson Södergren (född 1851). Han var gesäll hos Johansson.